# Paphiopedilum druryi
Paphiopedilum druryi är en orkidéart som först beskrevs av Richard Henry Beddome, och fick sitt nu gällande namn av Stein. Paphiopedilum druryi ingår i släktet Paphiopedilum och familjen orkidéer. Inga underarter finns listade i Catalogue of Life.

## Bildgalleri

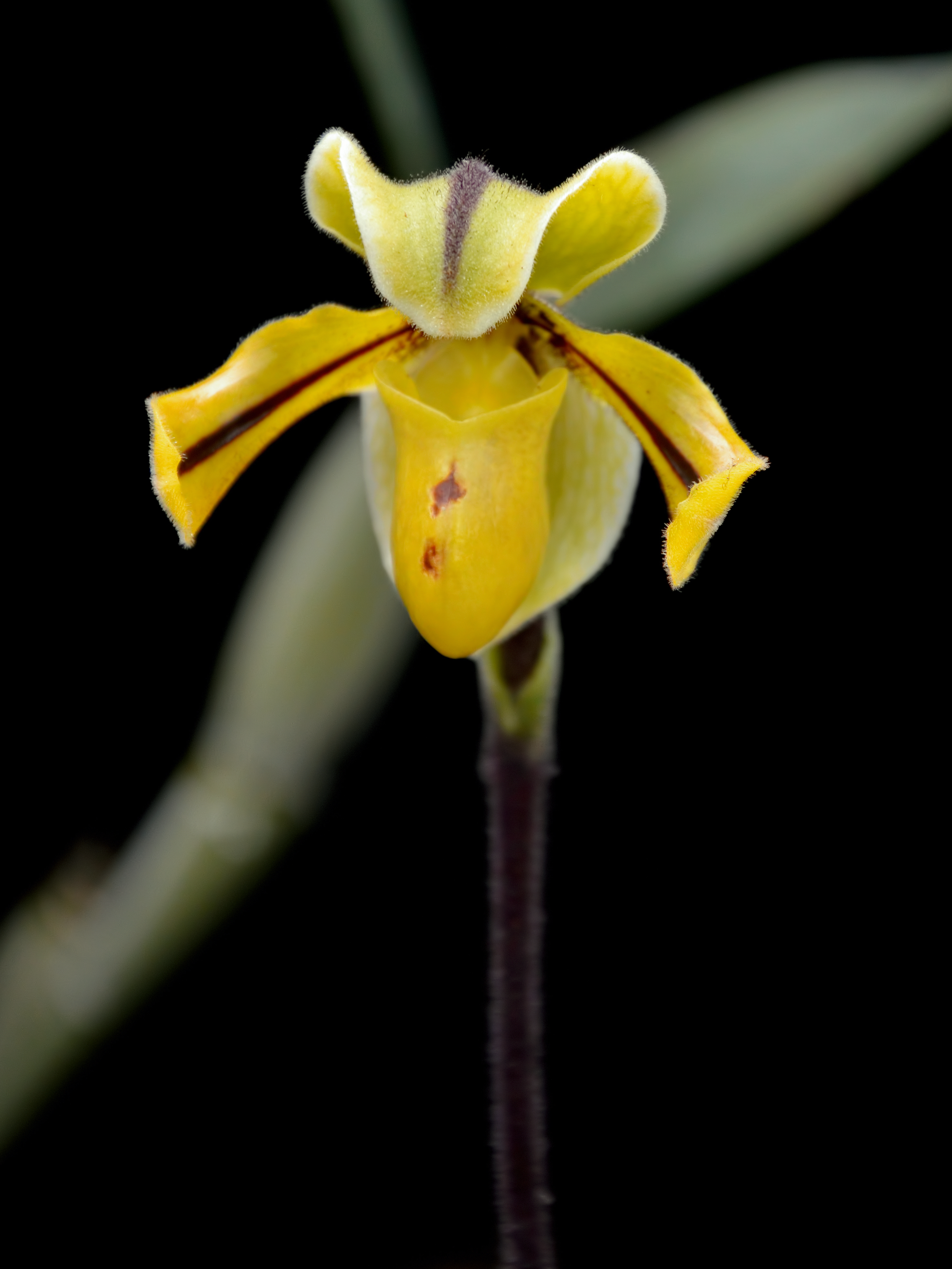
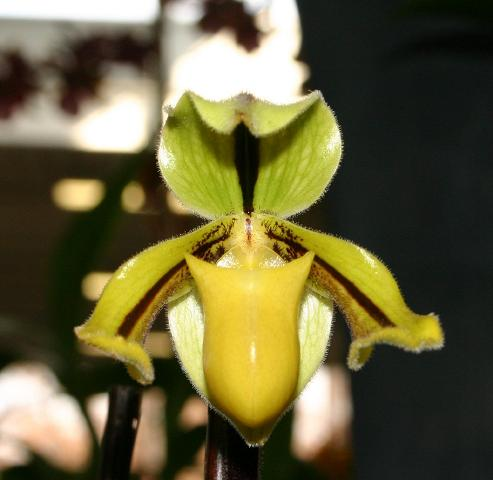
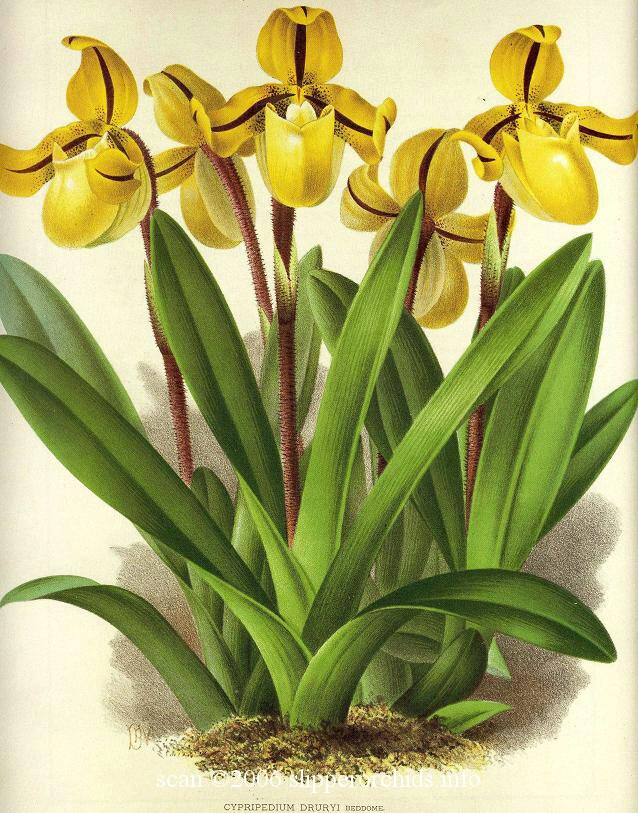